# Myny-Futbol'nyj Klub Šachtar Donec'k
Il Myny-Futbol'nyj Klub Šachtar Donec'k (in ucraino Міні-футбольний клуб «Шахтар» Донецьк?, traslitterazione anglosassone Mіnі-Futbol'nij Klub Shakhtar Donetsk), conosciuto semplicemente come Šachtar Donec'k, è stato la sezione di calcio a 5 dell'omonima società calcistica ucraina con sede a Donec'k.

## Storia
Dalla sua fondazione, la società ha disputato regolarmente il campionato nazionale di calcio a 5, vincendone cinque edizioni. Nella stagione 2005-06 ha raggiunto le semifinali di Coppa UEFA, venendo eliminata dai futuri campioni dell'Interviú. Nel gennaio del 2011 la sezione calcettistica della società è stata chiusa.

## Palmarès
- Campionato ucraino: 5
2001-2002, 2003-2004, 2004-2005, 2005-2006, 2007-2008
- Coppa d'Ucraina: 3
2002-2003, 2003-2004, 2005-2006